# Natalichthys
Natalichthys – rodzaj ryb z rodziny diademkowatych (Pseudochromidae).

## Klasyfikacja
Gatunki zaliczane do tego rodzaju:
- Natalichthys leptus
- Natalichthys ori
- Natalichthys sam